# 索拉什·拉斯洛

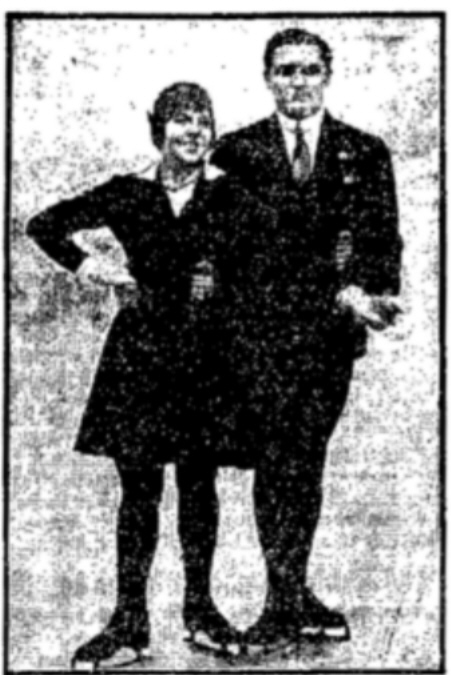
索拉什·拉斯洛(右)

索拉什·拉斯洛（匈牙利語：Szollás László，1907年11月13日—1980年10月4日），匈牙利男子花样滑冰运动员。他曾代表匈牙利参加1932年和1936年冬季奥林匹克运动会花样滑冰比赛，共获得二枚铜牌。